# Тинка
Тинка, в верховьях Ширстак — река в России, протекает по Саянскому району Красноярского края. Длина реки — 14 км.
Начинается в ложбине между горами Песчаная и Альяново к северу от деревни Вятка. Течёт в северо-восточном направлении по открытой местности. Затем поворачивает на восток. Впадает в Тины справа в 10 км от устья у деревни Тинской. При впадении Тинки в Тину образован пруд.
Основной приток — Станичный — впадает слева.

## Данные водного реестра
По данным государственного водного реестра России относится к Енисейскому бассейновому округу, речной бассейн реки Енисей, речной подбассейн реки — Енисей между слиянием Большого и Малого Енисея и впадением Ангары, водохозяйственный участок реки — Кан.
Код объекта в государственном водном реестре — 17010300412116100021818.